# ニカンドロス (スパルタ王)
ニカンドロス（希：Νίκανδρος、ラテン文字転記：Nicandros、英：Nicander、在位：紀元前750年-紀元前720年）はエウリュポン朝のスパルタ王である。
ニカンドロスは先王カリラオスの子であり、次代の王テオポンポスの父である。ニカンドロスの在位中、スパルタはアルゴスへと侵攻し、またアギス朝の王テレクロスの殺害を引き金としてメッセニアとの間で第一次メッセニア戦争が勃発した。

## 註
1. ↑  ヘロドトス, VII. 131
2. ↑  パウサニアス, III. 3. 2
3. ↑  ibid, III. 7. 4